# One More Day
«One more Day» (с англ. — «Ещё один день») — песня, которую представители Грузии группа Eldrine, которая была выбрана на Грузинском национальном финале 19 февраля 2011 года, и была исполнена в первом полуфинале конкурса Евровидение, который прошёл в Дюссельдорфе, (Германия) 10 мая 2011 года. В полуфинале заняла 6 место с 74 баллами. В финале песня заняла девятое место с 110 баллами.
Песня не появилась в дебютном альбоме группы, «Fake Reality», но была представлена в его переиздании.

## Внешние ссылки
- Eldrine - one more day